# نجلاء محفوظ
نجلاء محفوظ (1959 -) هي كاتبة اجتماعية وفنانة تشكيلية مصرية تعمل نائبًا لمدير تحرير جريدة الأهرام المصرية. وهي عضو باتحاد الكُتَّاب في مصر.

## حياتها المبكرة
ولدت نجلاء محفوظ في عام 1959 بمدينة القاهرة، مصر. وحصلت على بكالوريوس الإعلام من كلية الإعلام بجامعة القاهرة عام 1979.

## العمل
تعمل نجلاء محفوظ كاتبةً في جريدة الأهرام المصرية وتشغل موقع نائب مدير تحرير الجريدة. وشغلت سابقًا عدة مواقع إعلامية منها إعداد وتقديم برامج إذاعية على موقع إسلام أون لاين، مثل برنامج تنمية الذات «اصنع نجاحك مع نجلاء محفوظ»، وبرنامج «اربح الدين والدنيا». إضافة إلى كتاباتها الإسبوعية في التنمية البشرية في موقع «بُص وطُل» تحت عنوان «استمتع بنجاحك»، وكذلك كتاباتها في مجال العلاقات الأُسرية. وتعمل محفوظ في مجال الاستشارات الاجتماعية في كلِ من «مجلة الشباب المصرية» وموقع «بُص وطُل»، وهو المجال الذي عملت فيه سابقا في كلِ من «المجموعة المصرية السعودية للاستشارات الهاتفية وتكنولوجيا المعلومات» و«موقع إسلام أونلاين» و«موقع الأمة».

## مؤلفاتها
أصدرت نجلاء ما يزيد عن 48 كتابًا في موضوعات متعددة. فمنها القصص، ومنها الموضوعات الإنسانية والاجتماعية، إضافة إلى موضوعات التنمية البشرية. إلى جانب ذلك فإن لها ما يربو على الـ 56 كتابًا للأطفال تتناول فيها قِصصًا هادفة وموضوعات عِلمية.
من بين مؤلفاتها:
- «اصنع نورك الداخلي»، تنمية ذاتية.[4]
- «هروب» مجموعة قصصية.[4]
- أوراق أُم.
- للنساء فقط.
- خاص جداً.
- أسرار النجاح والسعادة.
- اعترافات الشباب.
- اعترافات النساء.
- اعترافات الرجال.[2]
- «مغامرات ملكات الأحلام» قصص للأطفال.[3]

## الفن التشكيلي
إضافة لكونها كاتبة، فإن لنجلاء محفوظ اهتمامًا خاصًا بالفنون التشكيلية. فهي عضو في «أتيليه القاهرة»، وعضو في «جمعية أصالة لرعاية الفنون التراثية المعاصرة». وقد أقامت ستة معارض فنية في التصوير الزيتي والخزف والنحت، منها معارض خاصة، ومعارض جماعية مثل «معرض العطاء بمجمع الفنون» المُقام عام 1992، إضافة إلى معارض دولية جماعية مثل معرض بعنوان «للنور فقط أُغنى» الذي أُقيم بالجامعة البريطانية في يونيو سنة 2010.